# Live! (Film)
Live! ist ein US-amerikanisches Filmdrama aus dem Jahr 2007. Regie führte Bill Guttentag, der auch das Drehbuch schrieb.

## Handlung
Fernsehmanagerin Katy entwickelt eine Reality-TV-Show, von der sie sich besonders hohe Einschaltquoten erhofft. Sechs Teilnehmer sollen Russisches Roulette mit einem Revolver, dessen Trommel eine scharfe Patrone und fünf Patronen-Attrappen beinhaltet, spielen. Sie bietet jedem Teilnehmer eine Million Dollar an, aber es melden sich ausschließlich Selbstmordkandidaten. Da sie Teilnehmer bevorzugt, die leben wollen, verfünffacht sie den Preis.
Die Federal Communications Commission untersucht das Konzept der Show. Währenddessen dreht Rex einen Dokumentarfilm über Katy, außerdem hilft er bei den Vorbereitungen zur Sendung. Als sie beginnt, erwischen die angehende Schauspielerin Jewel und der Mexikaner Pablo Platzpatronen. Die Performancekünstlerin Abalone trifft ebenfalls auf eine Platzpatrone. Auch der vierte Teilnehmer Byron überlebt, der Fünfte, Brad, tötet sich selbst vor laufenden Kameras. Etwas später wird Katy von einem der Zuschauer erschossen.

## Kritiken
James Christopher schrieb in der Zeitung The Times vom 18. September 2008, der Film sei eine „wundervoll freche“ und „überraschend rohe“ Satire auf Reality-TV. Er gehöre zu jenen schrillen Filmen, die jenseits des Wahrscheinlichen lägen, doch die schwarze Komödie biete „ansteckendes Tempo“ und „verdrehte Logik“.
Lisa Nesselson schrieb in der Zeitschrift Variety vom 8. Oktober 2007, der Film befriedige Amerikas Verlangen nach der Assimilierung der einst offensiven Werke wie Network und Mann beißt Hund so, dass sie verdaulich und profitabel sein können. Guttentag verkleide seine Ansichten über Reality-TV und Ruhm in eine „spannende Mockumentary-Form“.

## Hintergründe

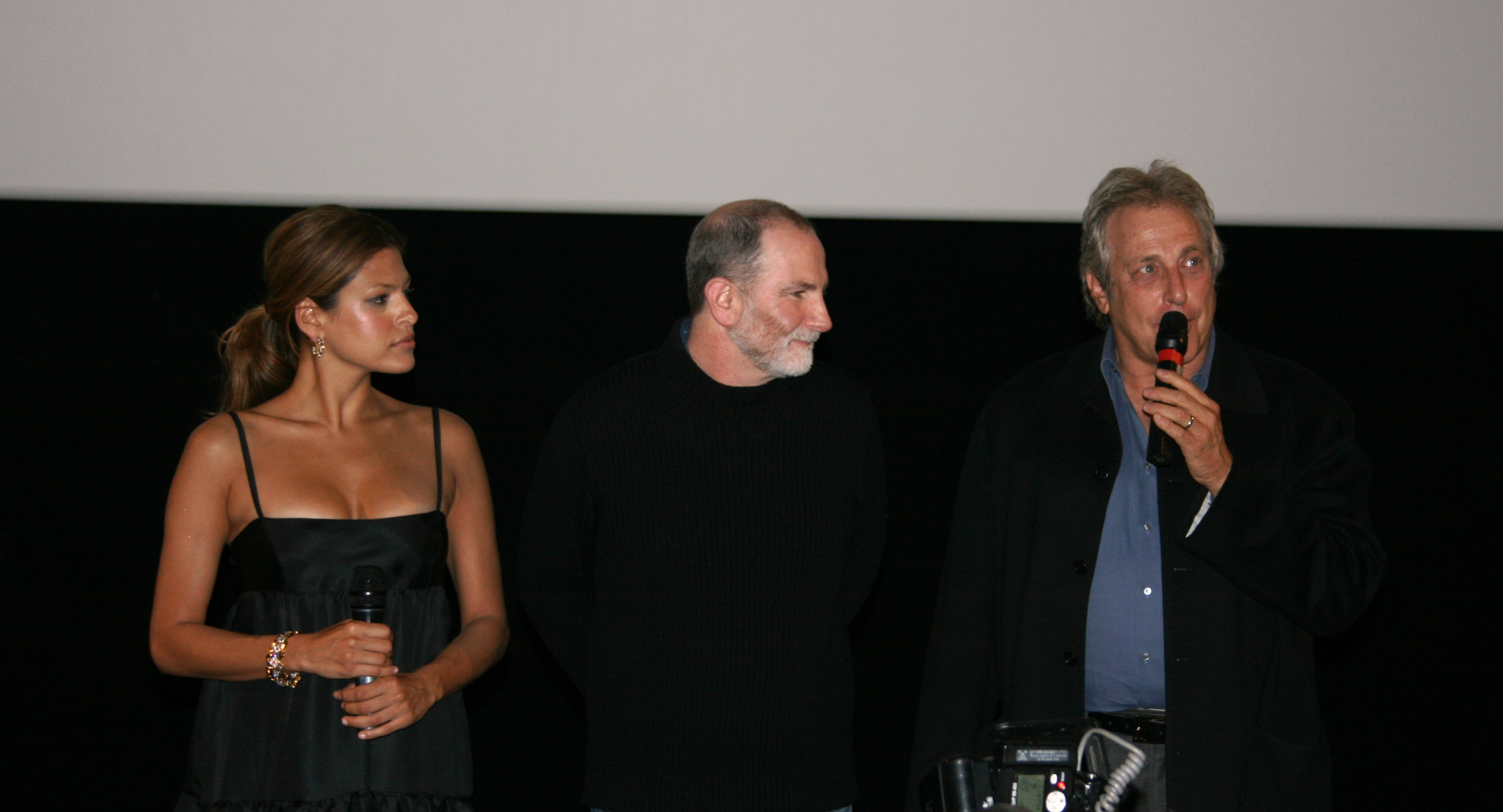
Frankreichpremiere im Januar 2008

Der Film wurde in Los Angeles gedreht. Seine Weltpremiere fand am 28. April 2007 auf dem Tribeca Film Festival statt, dem einige weitere Filmfestivals folgten. In Deutschland wurde der Film im Mai 2008 direkt auf DVD veröffentlicht.